# Estrada (habitació)

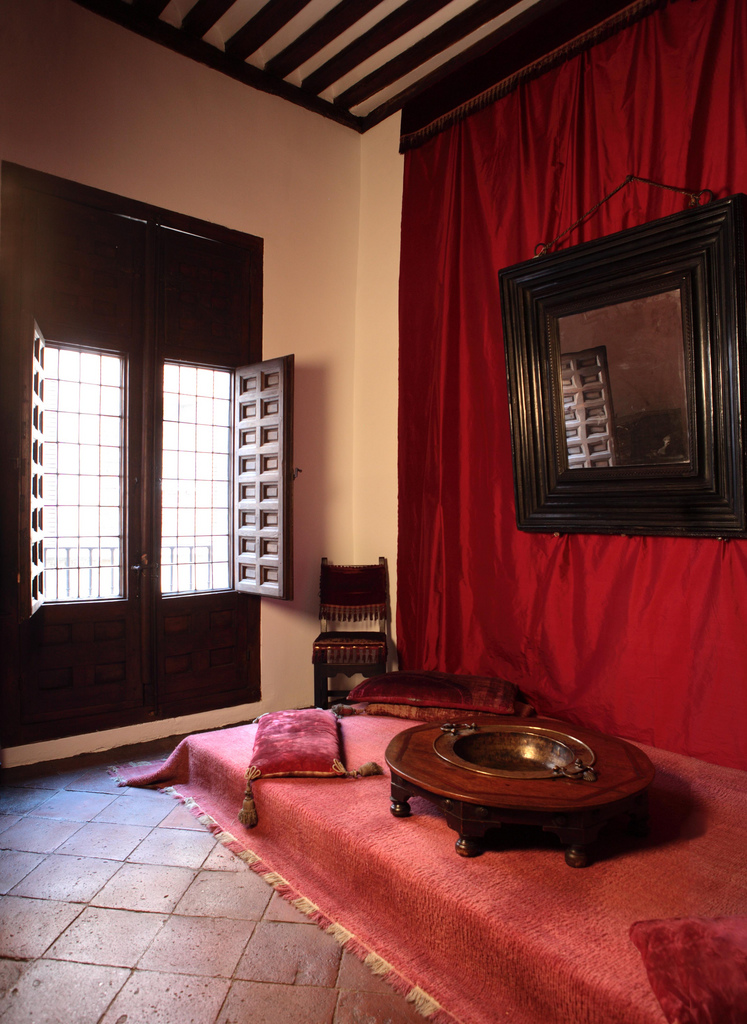
Estrada de la Casa Museu de Lope de Vega, Madrid.

Una estrada és un conjunt de mobles d'origen hispànic i amb influències musulmanes. A Occident s'origina a l'edat mitjana; encara que un espai similar va ser utilitzat abans a Orient per la cultura àrab. L'estrada va ser força comuna a l'Edat Mitjana, a Hispània, per a classes burgeses cristianes amb sang noble. La paraula estrada, en castellà estrado, apareix citada de formes diferents com a destrado, estrao i estraho, depenent de la regió on es trobi i seguint unes normes ortogràfiques determinades.
L'estrada constitueix en un conjunt de mobles i decoració que serveix per al repòs, la rebuda de visites, i l'oci. Es seia a l'estil turc amb coixins o matalassos que se situaven sobre una catifa o una coberta estesa en una tarima de fusta. També podia contenir tauletes i taulers de joc. Les parets podien ser decorades amb tapissos i teles. L'estructura de l'estrada va evolucionant amb el temps, i la tarima ja no és imprescindible. S'incorporen també les cadires baixes, safates, escriptoris, tamborets i aparadors, entre altres objectes.
La introducció de l'estrada se situa al món cristià entre finals del segle xii i principis del segle xiii. Es va utilitzar per a l'oci, descans, i visites. A partir del segle xii, es descriu com una “sala de rebre o rebedor, compartit per homes i dones.” Així va ser utilitzat sense discriminació i pels dos sexes.
Això canvia durant el segle xiv, quan el món musulmà va perdent el seu atractiu, i l'estrada ja no es fa servir per a situacions cerimonials, es va transformar en un espai per a activitats femenines com “la tasca d'agulla, la pregària, la lectura, o la tertúlia.” Així que a partir de llavors, l'estrada es va estenent cada vegada més, fent-se comú en certes cases de nivell socioeconòmic alt.
Al segle xvii, amb l'arribada dels Borbons, l'estrada va desaparèixer. Això va ser com a conseqüència dels canvis de moda i d'un abandonament de maneres tradicionals medievals i d'influències àrabs com també d'un canvi de costums.